# Gelasma patara
Gelasma patara är en fjärilsart som beskrevs av Druce 1888. Gelasma patara ingår i släktet Gelasma och familjen mätare. Inga underarter finns listade i Catalogue of Life.